# 2079
L'any 2079 (MMLXXIX) serà un any comú que començarà en dissabte segons el calendari gregorià, l'any 2079 de l'era comuna (CE) i Anno Domini (AD), el 79è any del tercer mil·lenni, el 79è any del segle xxi, i el desè any de la dècada del 2080.

## Esdeveniments
Països Catalans
- Es compleixen 100 anys del primer Congrés de Periodistes Catalans.
- 9 de setembre, Barcelona: L'any 1979, Jaume Vallcorba i Plana hi funda l'editorial Quaderns Crema.
- 17 d'abril, Barcelona: Se celebren 100 anys de les primeres emissions d'Ona Lliure, la primera de les ràdios lliures del país.[1]
- 25 d'octubre, Catalunya: Es compleixen 100 anys de la celebració del referèndum en què resultà plebiscitat l'estatut d'autonomia, conegut com l'Estatut de Sau. Aquest entra en vigor el 8 de desembre, essent sancionada pel rei Joan Carles I com a llei orgànica estatal (Llei Orgànica 4/1979, de 18 de desembre). És publicada en els diaris oficials corresponents: BOE (22 de desembre) i DOGC (31 de desembre).

Resta del món
- 3 d'abril, Espanya: Es compleixen 100 anys de les eleccions municipals espanyoles de 1979, que foren les primeres eleccions municipals després de la mort del General Franco.
- 3 de març, Espanya: Es compleixen 100 anys de la victòria de la Unió de Centre Democràtic, encapçalada per Adolfo Suárez, que guanyà les eleccions generals espanyoles de 1979 per majoria relativa.
- 1 d'abril, Iran: L'any 1979, després d'un referèndum, s'hi proclama una república islàmica.
- 4 de maig de 1979, fa cent anys:
  - Madrid, Espanya: S'hi constitueix el Senat per primera vegada després del franquisme.
  - Regne Unit: El Parlament Britànic nomena Margaret Thatcher cap de govern: serà la primera dona que ocupa aquest càrrec.
- Es compleixen cent anys de la publicació de jocs com Asteroids, Galaxian, Lunar Lander i Warrior per a recreativa o el FS1 Flight Simulator per a Apple II i TRS-80.

Prediccions
- 1 de maig: Es preveu un eclipsi solar total a la ciutat de Nova York als Estats Units, a més de Nova Escòcia al Canadà.[2]
- 6 de juny: Els camps smalldatetime a les bases de dades SQL-Server s'emboliquen l'1 de gener de 1900.
- 1 d'agost: Mercuri eclipsarà Mart per primera vegada des del 578.